# یوناس که در سال ۲۰۰۰ بیست‌وپنج ساله خواهد بود
یوناس که در سال ۲۰۰۰ بیست‌وپنج ساله خواهد بود (فرانسوی: Jonas qui aura 25 ans en l'an 2000‎) یک فیلم درام سوئیسی به کارگردانی آلن تانر است که در سال ۱۹۷۶ منتشر شد. این فیلم نمایندهٔ سوئیس جهت رقابت برای جایزه اسکار بهترین فیلم بین‌المللی در چهل و نهمین دوره جوایز اسکار بود که به فهرست نهایی راه نیافت.

## بازیگران
- میریام بویر
- ژان-لوک بیدو
- میو-میو
- ریموند بوسیر
- راجر جندلی
- روفوس
- دومینیک لابوریه